# Christoph Saxe

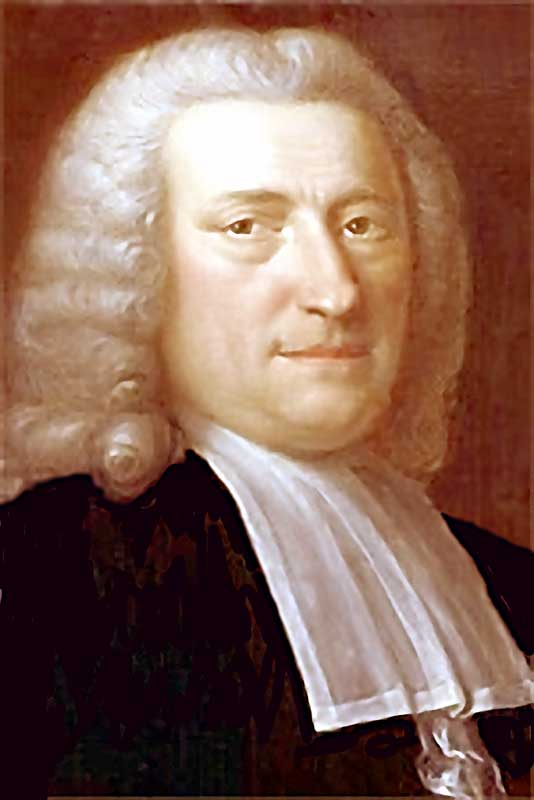
Christoph Saxe

Christoph Saxe (auch: Saxius, Sachsius; * 13. Januar 1714 in Eppendorf; † 3. Mai 1806 in Utrecht) war ein deutscher Historiker und Professor an der Universität Utrecht.

## Leben
Christoph Saxe war der Sohn des Eppendorfer Pfarrers Christoph Sachse und hatte 13 Geschwister. Nach dem Besuch der Schule in Chemnitz setzte er seine Ausbildung an der kurfürstlichen Landesschule St. Afra in Meißen fort. Ab 1735 studierte er an der Universität Leipzig. Hier hatte er ein Studium der philosophischen Wissenschaften bei Friedrich Otto Mencke (1708–1754), Johann Friedrich Christ und Johann August Ernesti absolviert und 1738 den akademischen Grad eines Magisters der Philosophie erworben. Dort schrieb er bis 1746 historische und philosophische Abhandlungen in den Acta Lipsiensia diurna und den Nova acta eruditorum. Gelegentlich hatte er auch Privatpersonen Unterricht erteilt.
1746 folgte er einen Ruf als Sekretär nach Den Haag an den Hof Wilhelm IV. 1752 wurde er zum außerordentlichen Professor der Archäologie an die Universität Utrecht berufen, welches Amt er mit der Rede Oratio pro antiquitatis scientia (Utrecht 1753) antrat. Im Juni 1755 erhielt er seine Ernennung zum ordentlichen Professor der Geschichte der Altertümer und Rhetorik an der Universität Utrecht. Dieses Amt bekleidete er 50 Jahre, bis zu seinem Tod. Saxe hatte sich auch an den organisatorischen Aufgaben der Utrechter Hochschule beteiligt und hielt 1761, 1766, 1776 sowie 1793 als Rektor der Alma Mater mit entsprechenden Reden.

## Werke
- Vindiciae secundum libertatem pro Maronis Aeneide, cui manum Johan. Harduinus, nuperus assertor, iniecerat. Leipzig 1737
- Beoordeeling van Beauforts Rom. geschiedenis gedurende de 5 eerste eeuwen. In: Nov. Acta erud. mense Juni 1741, Epicris. Phil. in Miscell. Lips. Novis 1742, Vol. I. Part. I. p. 40–79, Vol. II. Part. III. p. 400–495, Part. IV. p. 620–712, Vol. III. Part. II. p. 235–329 en Part. IV. p. 743–749.
- Apologia pro celeberrimo Rusticorum Latinorum editore (h.e. Jo. Matthia Gesnero).
- Commentarius de Henrico Eppendorpio. Leipzig 1745
- Lapidum Vetustorum Epigrammata et Periculum Animadversionum ad aliquot classica Marmorum Συνταγματα. Leipzig 1746
- Ad Leg. 2. Cod. de aedificiis privatis. Leiden 1751
- Oratio pro Antiquitatis scientia. Utrecht 1753
- Disputatio de Jure rei Monetariae apud Batavos. Utrecht 1754
- Oratio aditialis de artium Graecarum Romanarumque iudicio hodie regundo. Utrecht 1755
- In 't Nederd. Redevoering over de noodzakelijke verbeteringen des hedendaags heerschenden smaaks in de konsten, naar dien der Grieken en Romeinen. Utrecht 1755
- Diptychon Magni Consulis, nunc primum luce publica donatum, animadversonibusque illustratum. Den Hag 1757
- Observationes Antiquario-Philologicae ad vetus Chirographum Thesauri Muratoriani, mancipationis formulam continens. Utrecht 1757
- Praefatio ad Joh. Alstorphii de Hastis veterum, opus posthumum, nunc primum in lucem editum cum multis tabularum aenearum iconibus. Amsterdam und Leipzig 1757
- Onomasticon Literarium, sive Nomenclator praestantissimorum omnis aevi scriptorum, praecipue Graecorum et Latinorum verisimilibus, quantum fieri potuit temporum notis et scholis domesticis accommodatus. Utrecht 1759
- Christophorus Saxe Lectori aequo et humano salutem et officia! Utrecht 1761. d. XV Januarii. Dieses Werk wurde auch unter dem Titel: Elenchus censurae, quam Fr. Barmannas orationi funebri in obitum Guilielmi Irhovii. (Utrecht 1760) inserere ausus erat, eaque deinceps charta versioni Batavae Depulsionis adiecta est. veröffentlicht
- Oratio in Septem Artium Liberalium Magistros. Utrecht 1761
- Christoph. Saxi Justa Depulsio immanis calumniarum atrocitatis, qua in se ab aliquot annis, inprimis scripta ad fratrem theologam Epistola grassatus est Petrus Burman minor, alias secundus, mansuetudinis olim disciplinae indocilis tiro, nunc literarum humaniorum professor. Utrecht 1761 auch In: t Nederd Rechtmatige Afkeering der verregaande lasteringen op hem zedert eenige jaren uitgespogen etc. Utrecht en Amsterdam 1762
- Epistola ad Baronem Santhorstianum, hoc est, Petrum Burmannum minorem. Utrecht 1762
- Nodige Aanmerkingen van Christoph. Saxe - op de wijdlopige Dedactie der zoogenaamde verdediginge van Meester Pieter Burman, Professor te Amsterdam. Utrecht 1764.
- Tom V. Virgilii Maronis Operum, sive Monumentorum per totum opus sparsorum Index. Aere et sumtibus Guilielmi Iustice, Henrici f. Rotterdam und Den Haag 1764
- Diatribe Academica de dea Angerona. Utrecht 1766
- Quaestiones Literariae ex bonarum artium, Historiae potissimum universae, Rhetorices, Poëtices, Antiquitatis Graecae et Romanae, item Critices Latifundiis selectae, et in usum colloquiis dialecticis certantium, viae et rationis quadam formula degestae. Utrecht 1767
- Aanteekeningen op de Ned. overzetting van Sjaw's reizen. Utrecht 1773
- Epistola ad Vir. ampliss. Henr. van Wyn, Jctum etc. de Veteris Medici ocularii gemma Sphragide prope Trajectum ad Mosam nuper eruta. Utrecht 1774
- Onomasticon Literarium, sive Nomenclator Historico-criticus praestantissimorum omnis aetatis, populi, artiumque Formulae Scriptorum, item monumentorum maxime illustrium ab orbe condito usque ad Saeculi, quod vivimus, tempora digestus, et veresimilibus, quantum fieri potuit, annorum notis accommodatus. E recognatione longe auctiori, et emendatiori, ita ut non tam editio altera, quam novus omnino Liber censeri debeat. Part I. Utrecht 1775, P. II. 1777, P. III. 1780, P. IV. 1782, P. V. 1783, P. VI. 1786, P. VII. 1790, P. VIII. 1793,
- Oratio de Veteris et Medii aevi Historia in Academiis potissimum discenda, docendaque. Utrecht 1776
- Dionysii Catonis Disticha; melius digesta et ad communem quorundam locorum, vitaeque humanae disciplinam accomnodata in usum Gymn. Hieron. Utrecht 1778
- De Ara Romana in meditullio urbis Rheno-Traj., haud ita pridem effossa in Verhandel. uitgegev. d.d. Holl. Maats. d. Wetens. Haarlem 1780
- Museum Numarium Milano-Viscontianum, hoc est, quod vir illustris Gisbertus Franco de Milaan Visconti etc. apparatum servavit et locupletavit. Utrecht 1782
- Monogrammata Historiae Batavae a vetustissimis inde temporibus usque ad saeculi, quod vivimus, annum tertium decimum etc. adambrata, cura et stilo C.S. Utrecht 1784
- Jac. van Vaassen, Icti, Anamadversionum Historico-criticarum ad Fastos Romanorum sacros Fragmenta etc. ad fidem superstitum charturum digessit et nonnulla scitu necessaria cum de Auctoris harum observationum vita, tum de triplicis Fastorum generis Monumentis, Picturis et Interpretibus praefatus est. Utrecht 1735. 4o.
- Series lectionum quotidianarum Gymnasii Hieronymiani. Utrecht 1776
- Onomastici Literarii Epitome, tam Historiae universae quam reliquarum artium fidei aestimandae rectrix, sive Fasti scriptorum veteris et medii aevi, verisimilibus, quantum fieri poterat, accuratioribusque subinde, quam in prima editioue temporum notis, nec non paulo maiori numero digesti. Utrecht 1792
- Oratio honoraria in Legis Regiae Patronos, habita die XXVIII Martii 1793. cum Magistratu Academico se quartum abdicaret. Utrecht 1798